# Mihai Gruia Sandu
Mihai Gruia Sandu (n. 12 octombrie 1956, București) este un actor, dramaturg și regizor român, cunoscut pentru rolul Arlechino din emisiunile pentru copii din anii '90, pentru emisiunile de divertisment ale televiziunii, precum cele de genul Bun de tipar, Star bucătar, Convinge-mă, și altele.
De asemenea este cunoscut ca fiind unul din cei mai neconvenționali maeștri în Commedia dell'arte, prin cursurile și piesele scrise și montate la UNATC, printre care se numără Elixirul, Anselmo, Dragostea pusă la-ncercare, Secretul lui Pulcinel. Totodată actorul este recunoscut pentru rolul său din serialul de succes "Sacrificiul" difuzat de Antena 1.

## Educator
Este profesor universitar doctor la Universitatea de Artă Teatrală și Cinematografică din București.

## Filmografie

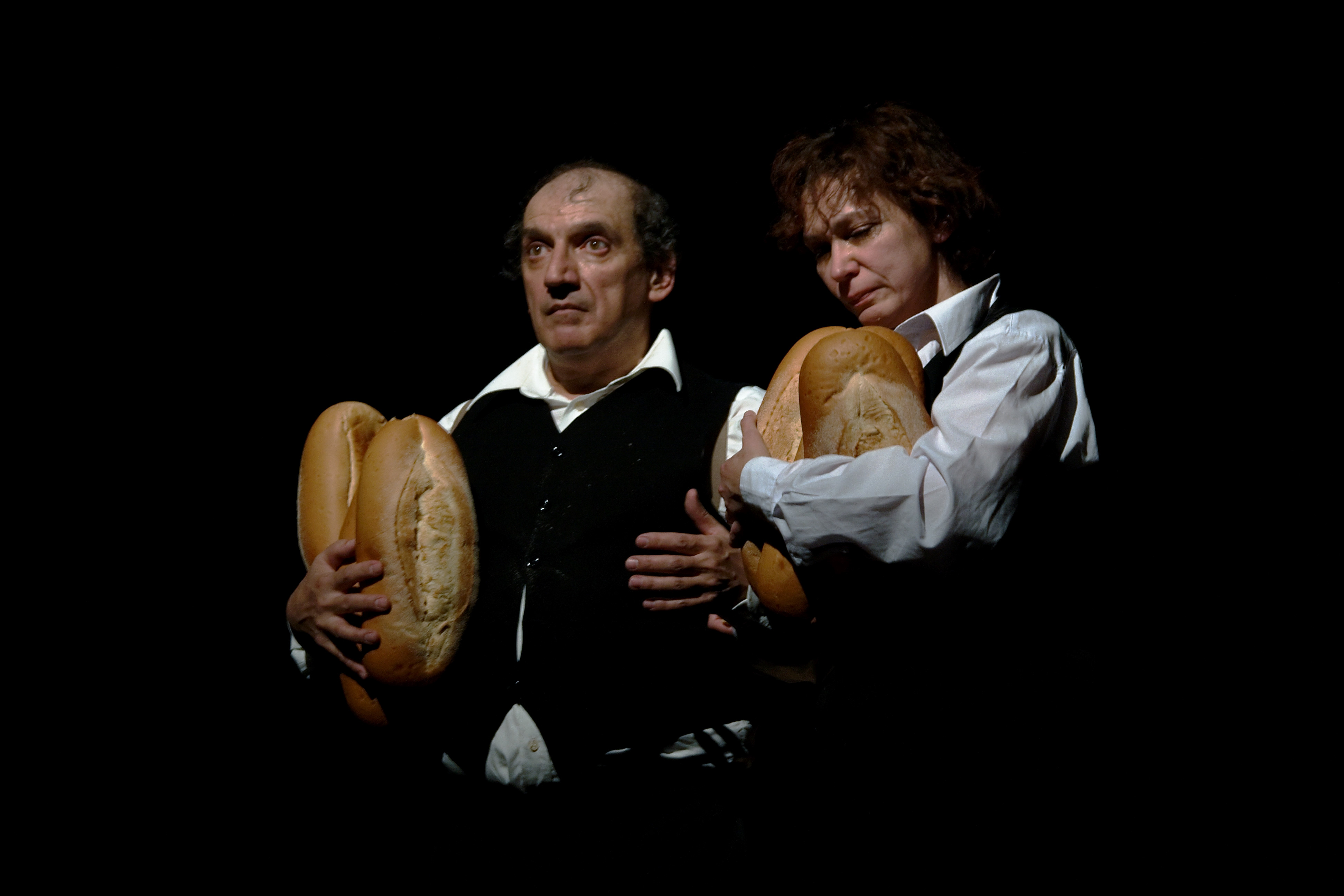
Mihai Gruia Sandu și Oana Pellea în piesa Buzunarul cu pâine

- Bufetul "La Senat" (1983) - teatru scurt TV
- Frumos e, în septembrie, la Veneția (1983)
- Fapt divers (1985)
- O zi la București (1987)
- Moromeții (1987)
- Figuranții (1987)
- Cale liberă (1987)
- François Villon – Poetul vagabond (1987)
- Flăcări pe comori (1988)
- Secretul armei... secrete! (1989)
- Un studio în căutarea unei vedete (1989)
- Drumeț în calea lupilor (1990)
- De-aș fi Peter Pan (1992)
- Hainele cele noi ale împăratului (1992) - Povestitorul, Împaratul, Prezentatorul de știri
- Yeti, omul zăpezilor(1992) - Cabanierul cel bun, Yeti
- Dănilă Prepeleac(1992) - Dănilă Prepeleac
- Timpul liber (1993)
- Făt-Frumos cu moț în frunte (1993) - Povestitorul, Făt-Frumos, Împărat
- Robin Hood Jr. (1993) - Robin Hood Jr.
- Seria Mașina timpului
- Mașina timpului (1993) - Profesorul Cicerone
- Mașina timpului se întoarce
- Mașina timpului în pericol
- Mașina timpului se răzbună
- Mașina timpului în vacanță
- Tarzan al 2lea(1994) - Tarzan
- Nostradamus (1994)
- Ali-Baba și cei 40 de hoți (1995) - Ali-Baba
- Elixirul (1995)
- Ivan Turbincă (1996) - Ivan Turbincă
- Prea târziu (1996)
- Asfalt Tango (1996)
- Cavalerul Adolescent (Canada, România, 1998) - Phil
- Aliens in the Wild, Wild West (Canada, 1999) (V)
- Cod necunoscut (Franța, 2000)
- Tânărul Sherlock Holmes (SUA, 2002) - film TV
- Amen (Franța, 2002)
- Ideile bune vin de sus (2003)
- Modigliani (SUA, 2004)
- Marele jaf comunist (2004)
- Legendele tornadei (Canada, 2004)
- Incubus (2005)
- Hellraiser: Deader (2005) (V)
- Return of the Living Dead: Rave to the Grave (2005)
- "Lombarzilor 8"(2006) - Petre
- The Wind in the Willows (2006) - film TV
- True True Lie (2006)
- Martor fără voie (2006) - serial TV
- Blood and Chocolate (2007)
- Restul e tăcere (2008)
- Schimb valutar (2008)
- Călătoria lui Gruber (2009)
- Funeralii fericite (2013)
- Umbre (2014) - Nea' Geamănu
- Sacrificiul (2019) - Leo Zamfir
- Iubirea și Dragostea (viitoare, 2022) - Vlad Iova

## Premii și distincții
Președintele României Ion Iliescu i-a conferit profesorului Mihai Gruia Sandu la 10 decembrie 2004 Medalia „Meritul pentru Învățământ,” clasa a III-a, „pentru abnegația și devotamentul puse în slujba învățământului românesc, pentru contribuția deosebită la dezvoltarea și promovarea cercetării științifice” din România.